# Albert Schweitzer (film, 2009)
Albert Schweitzer est un film allemand, sud-africain réalisé par Gavin Millar, sorti en 2009.

## Synopsis
Albert Schweitzer, encouragé par Einstein, met en garde contre les dangers de la bombe à hydrogène. Les autorités américaines lancent alors une vaste campagne de dénigrement visant à le faire taire.

## Fiche technique
- Réalisateur : Gavin Millar
- Scénario : Gavin Millar, David Howard et James Brabazon
- Photographie : Cinders Forshaw
- Musique : Colin Towns
- Montage : Oli Weiss
- Décors : Tom Hannam
- Costumes : Wolfgang Ender
- Durée : 114 minutes
- Pays :  Allemagne,  Afrique du Sud
- Genre: Biopic, Drame
- Date de sortie :
  -  France : 30 octobre 2011 sur Arte

## Distribution
- Jeroen Krabbé : Albert Schweitzer
- Barbara Hershey : Helene Schweitzer
- Judith Godrèche : Thérèse Bourdin
- Samuel West : Phil Figgis
- Jeanette Hain : Rhena Schweitzer
- Patrice Naiambana : Louis Ngouta
- Jonathan Firth : Docteur David Fuller
- Armin Rohde : Albert Einstein
- Hans Werner Meyer :  Docteur Erik Hals
- Eleonore Weisgerber : Infirmière en chef Anna